# Papirus Oxyrhynchus 1224
Papirus Oxyrhynchus 1224 oznaczany jako P.Oxy.X 1224 – rękopis zawierający dwa małe fragmenty apokryficznej Ewangelii lub zbioru mów  i powiedzeń Jezusa napisany w języku greckim. Papirus ten został odkryty przez Bernarda Grenfella i Arthura Hunta w Oksyrynchos. Fragment jest datowany na IV lub V wiek n.e. Przechowywany jest w Bodleian Library (Ms. Gr. Th. e 8). Tekst został opublikowany przez Grenfella i Hunta w 1914 roku.

## Opis
Przypuszcza się, że pierwotny tekst mógł powstać między 50 a 150 rokiem n.e. Bardziej prawdopodobna jest ta druga data. Rękopis ten zawiera sześć zdań, w każdym zawarta jest osobna sentencja. Dwie z dłuższych sentencji są równoległe do Ewangelii kanonicznych, jednak różnice w użytych frazach wskazują, że jest to tekst niezależny.
Manuskrypt został napisany na papirusie w formie kodeksu.